# Topol bílý
Topol bílý (Populus alba), zvaný též topol linda nebo jen linda, je opadavý strom z čeledi vrbovité, v ČR dosti rozšířený, především v údolích velkých řek.

## Popis
Strom vysoký až 30 m, s vysokou, často na jednu stranu převislou, poměrně širokou korunou na silném, přímém nebo poněkud ohnutém kmeni. Větve topolu bílého jsou velmi světlé, někdy dokonce jejich kůra připomíná kůru březovou. Listy jsou na rubu šedobíle plstnaté, značně proměnlivých tvarů. V obdobích extrémního sucha a úpalu se listy otočí tmavým lícem do stínu, světlou plstnatou rubovou stranou se snaží odrážet nadbytek slunečního svitu a zmírnit tak odpar vody z koruny. Nasazuje množství kořenových výmladků.

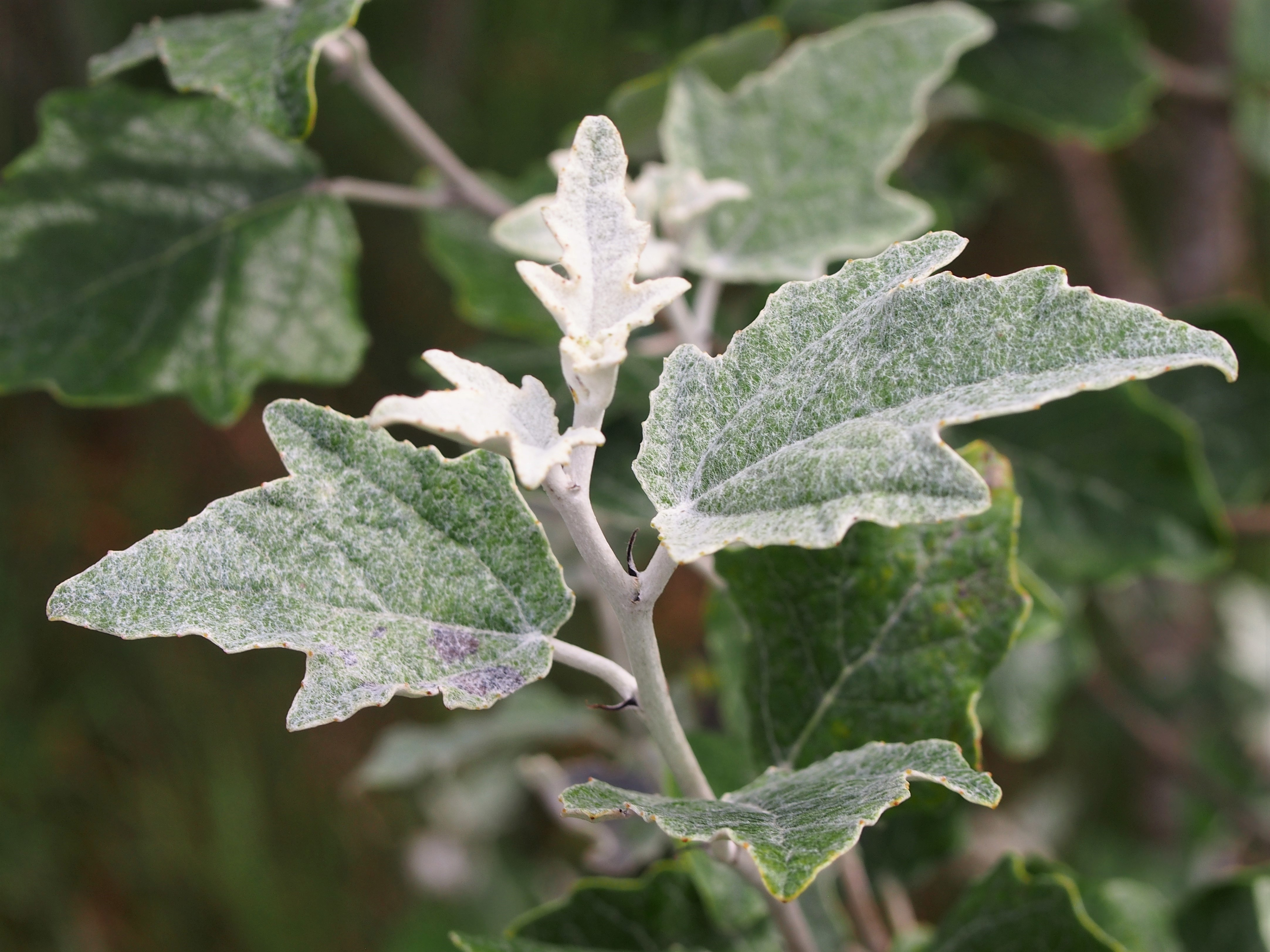
Olistěná větévka
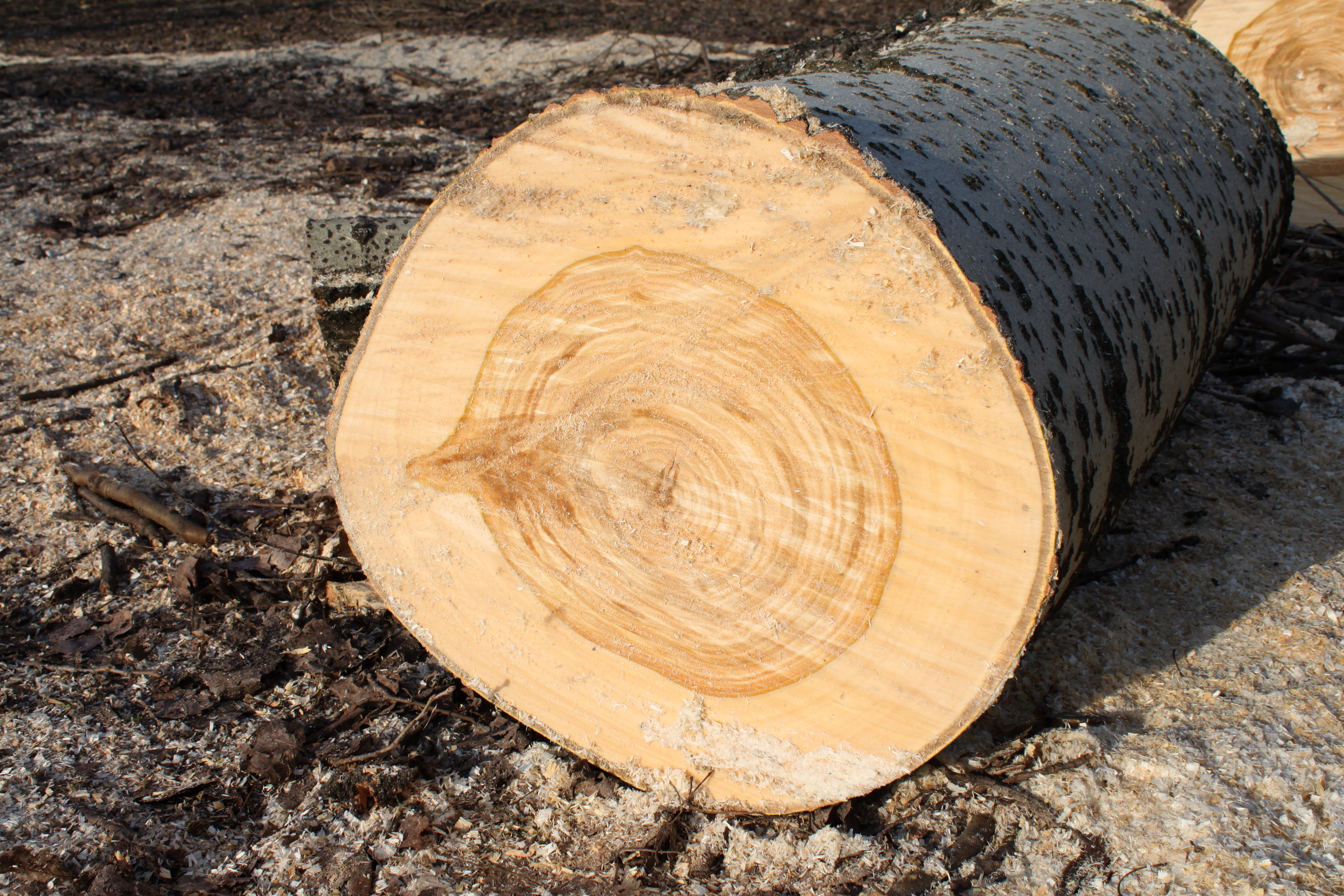
Dřevo topolu bílého
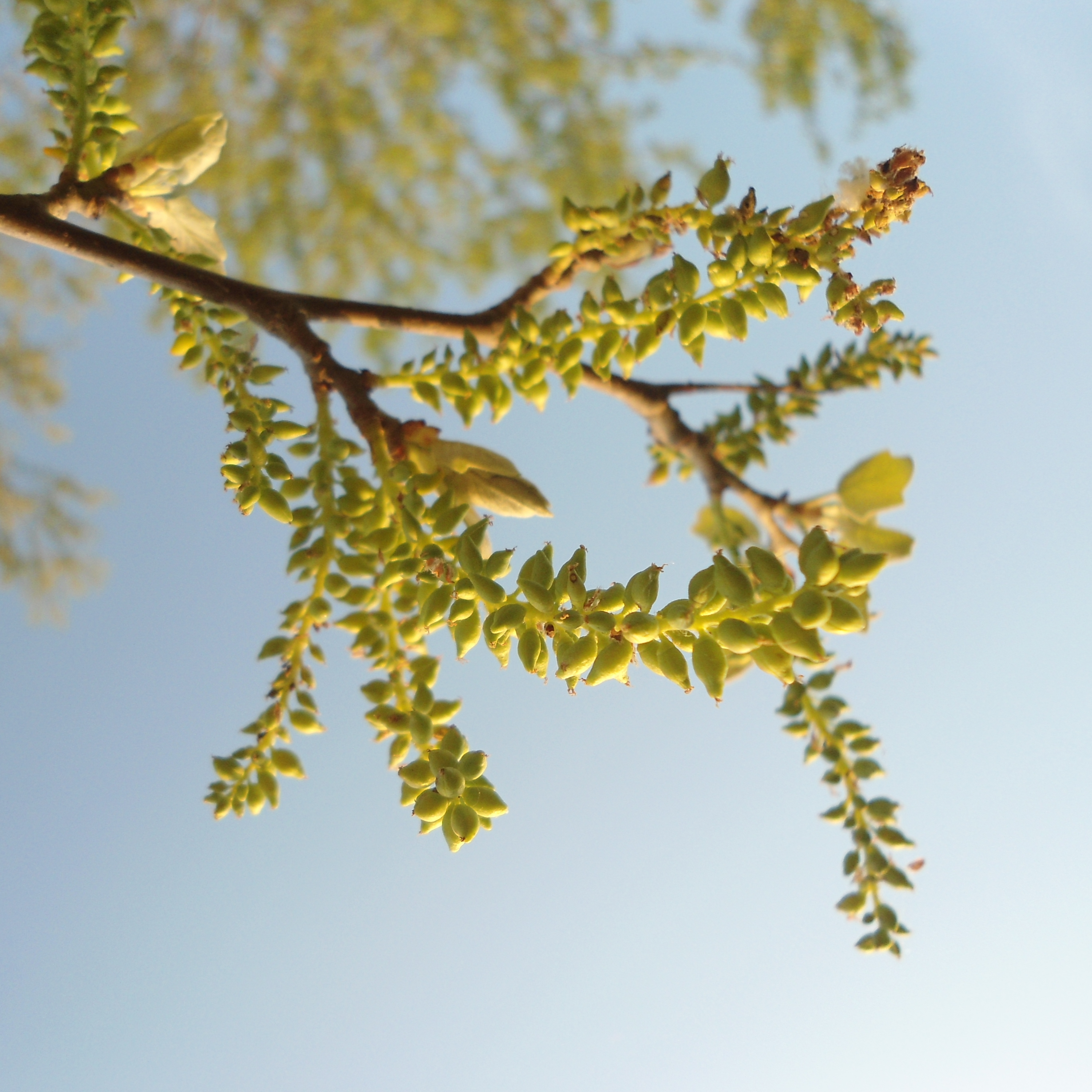
Plodenství

## Výskyt
Původní areál rozšíření zahrnuje převážnou část střední, východní a jižní Evropy, od střední Francie směrem na východ až po střední Sibiř k řece Jenisej. Dále pokrývá Malou a Střední Asii až po západní předhůří Himálaje. V ČR je s jistotou původní v moravských úvalech. V nížinách Čech je pravděpodobně nepůvodní, ale dnes ho můžeme potkat i tam.
Je jedním z převládajících druhů lužních lesů spolu s keřovitými a stromovitými druhy vrb. Roste podél řek a je pionýrským druhem na spáleništích a čerstvých pasekách.

## Použití
Slouží ke zpevňování břehů a k vytváření větrolamů, některé kultivary se využívají i v okrasném sadovnictví. Problémem jsou však ochmýřená semena, která mohou působit citlivějším osobám alergie.
Dřevo se používá zejména na výrobu obalů (beden), překližek a v menší míře i pro výrobu nábytku.

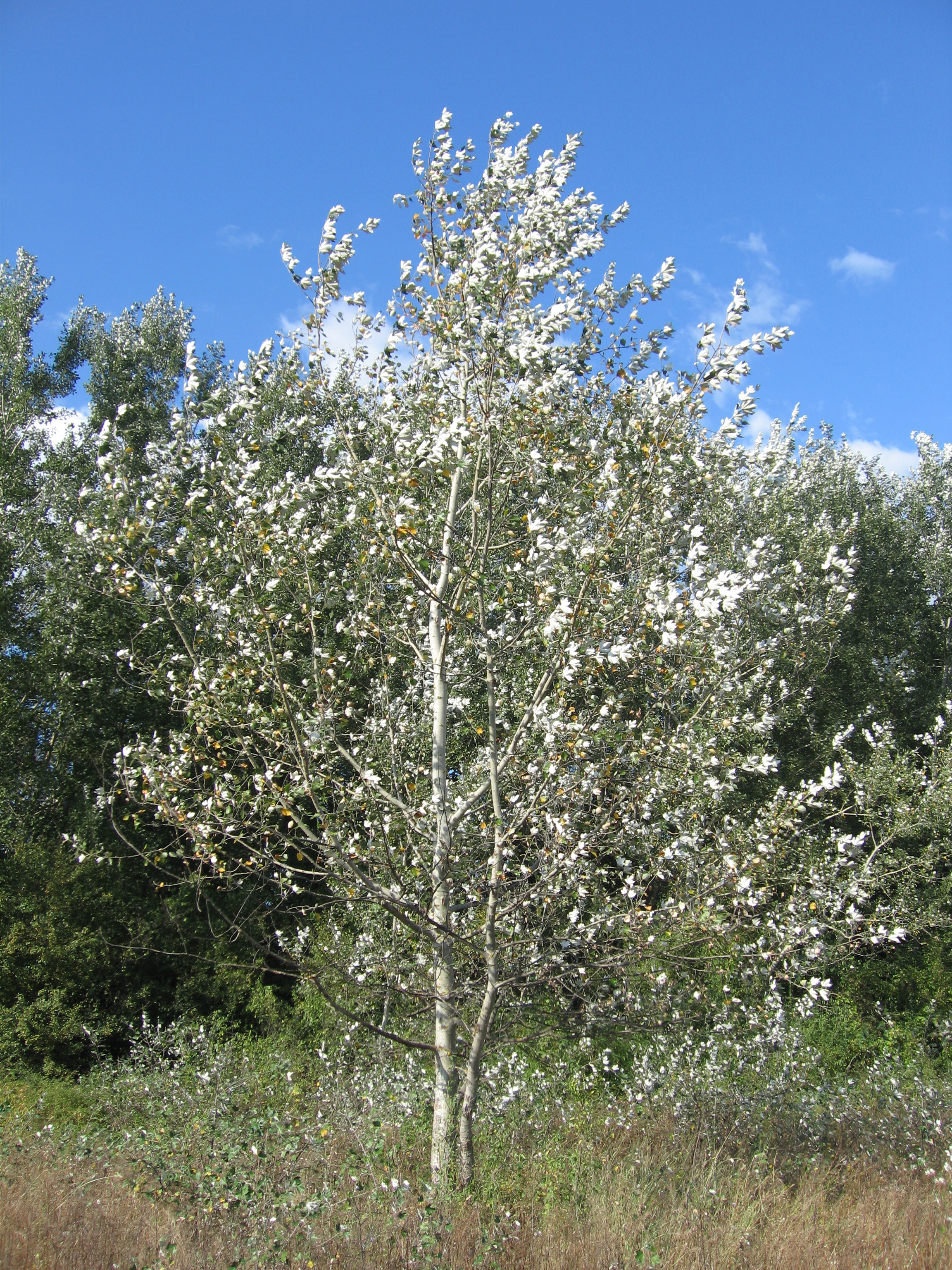
Mladší jedinec

## Taxonomická poznámka
Francouzský botanik Louis-Albert Dode tento druh vzhledem k velké proměnlivosti listů a způsobu olistění stromů rozdělil počátkem 20. století na celou řadu samostatných druhů. Toto dělení však nebylo obecně akceptováno.